# Breed of the Border
Breed of the Border er en amerikansk stumfilm fra 1924 af Harry Garson.

## Medvirkende
- Maurice 'Lefty' Flynn som 'Circus' Lacey
- Dorothy Dwan som Ethel Slocum
- Louise Carver som Ma Malone
- Milton Ross som Slocum
- Frank Hagney som Wells
- Fred Burns som Deputy Leverie
- Joseph Bennett som Red Lucas
- William Donovan som Pablo